# Le Palais
Le Palais (en bretó Porzh-Lae) és un municipi francès, situat al departament del Morbihan a la regió de Bretanya. És un dels quatre municipis situats a l'illa de Belle-Île-en-Mer. L'any 2010 tenia 2.552 habitants.

## Demografia
| Evolució de la població INSEE |      |      |      |      |      |      |      |      |
| 1793                          | 1800 | 1806 | 1821 | 1831 | 1836 | 1841 | 1846 | 1851 |
| -                             | -    | -    | -    | -    | 3584 | -    | 4277 | -    |

| 1856 | 1861 | 1866 | 1872 | 1876 | 1881 | 1886 | 1891 | 1896 |
| ---- | ---- | ---- | ---- | ---- | ---- | ---- | ---- | ---- |
| 4845 | -    | -    | 5456 | -    | -    | -    | -    | 4931 |

| 1901 | 1906 | 1911 | 1921 | 1926 | 1931 | 1936 | 1946 | 1954 |
| ---- | ---- | ---- | ---- | ---- | ---- | ---- | ---- | ---- |
| -    | -    | 4950 | 3185 | -    | -    | 2786 | 2208 | 2724 |

| 1962 | 1968 | 1975 | 1982 | 1990 | 1999 | 2006 | 2011 | 2016 |
| ---- | ---- | ---- | ---- | ---- | ---- | ---- | ---- | ---- |
| 2734 | 2661 | 2634 | 2389 | 2435 | 2457 | -    | -    | -    |

| 2019 | - | - | - | - | - | - | - | - |
| ---- | - | - | - | - | - | - | - | - |
| -    | - | - | - | - | - | - | - | - |

## Administració
| Període   | Identitat        | Partit |
| --------- | ---------------- | ------ |
| 1995-2008 | Yves Brien       |        |
| 2008-     | Frédéric Le Gars |        |

## Personatges il·lustres
- Louis Jules Trochu, militar i ministre francès

## Galeria d'imatges

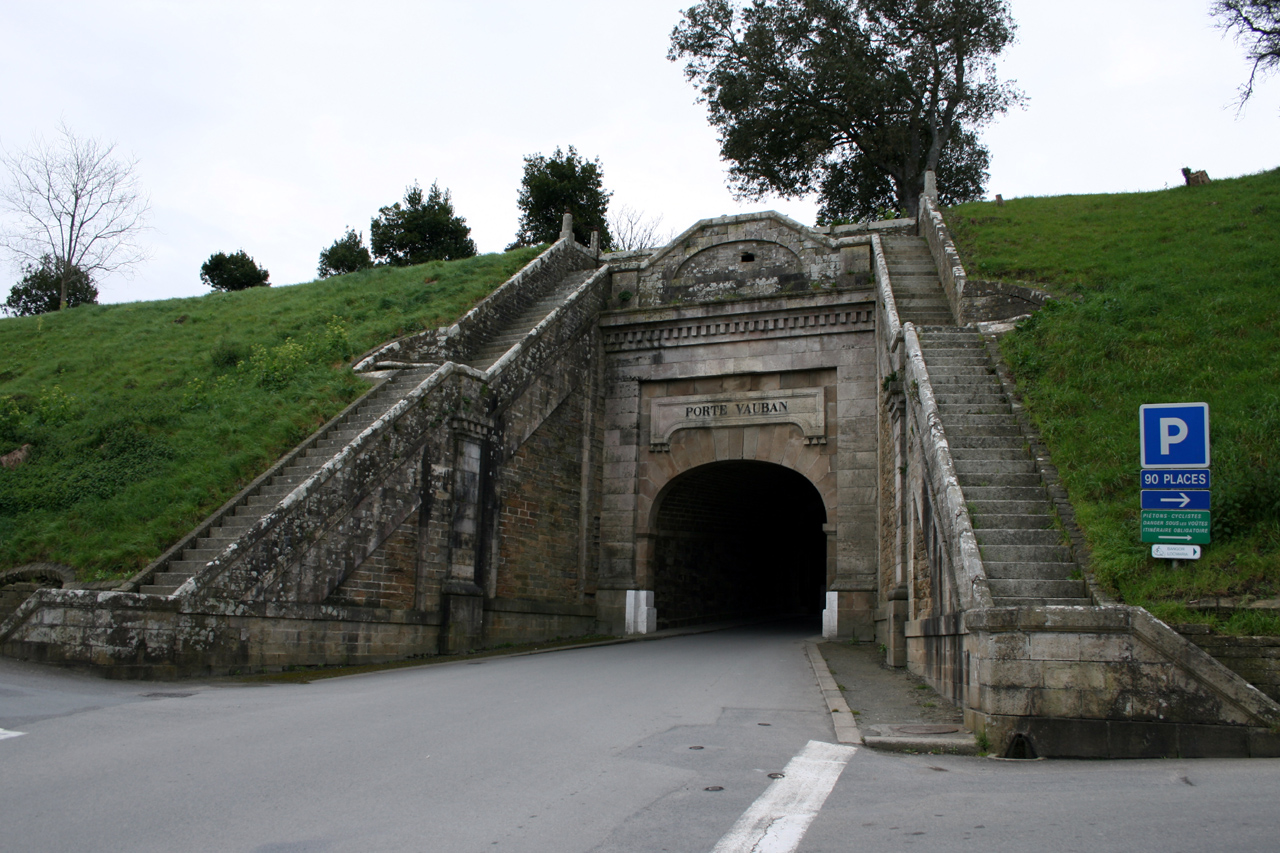
La porta de Vauban
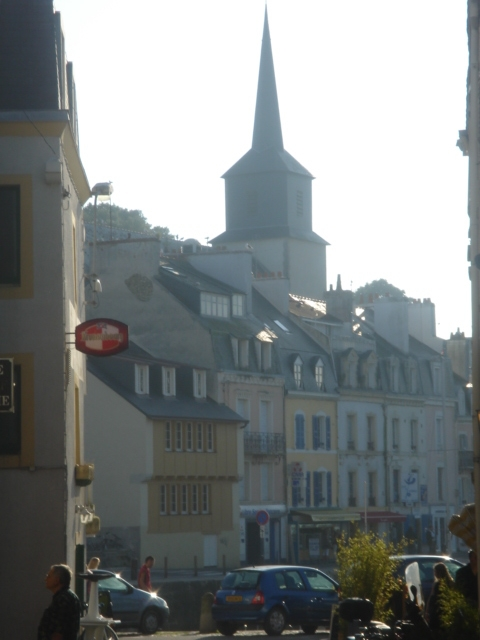
Església de Saint-Gérons
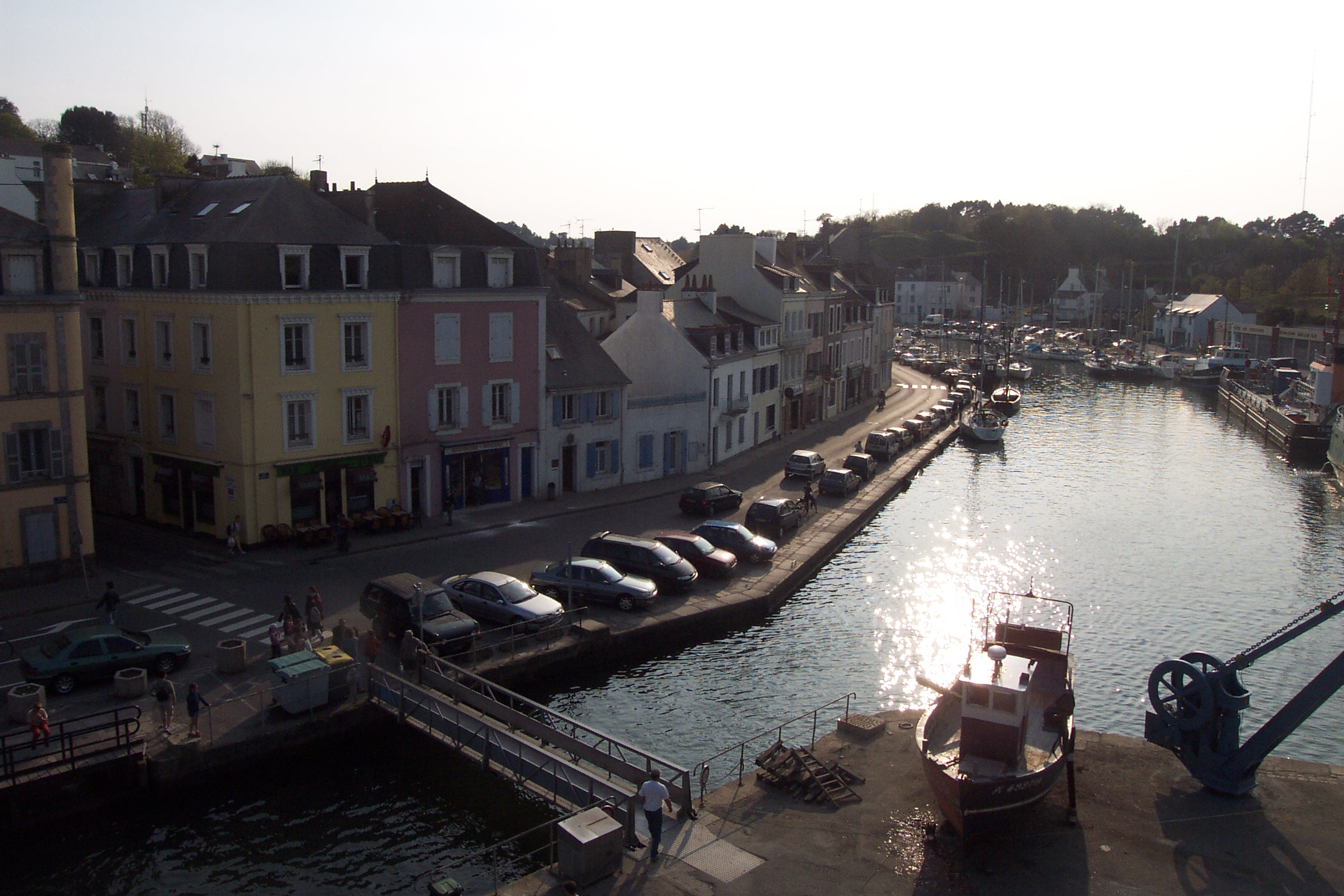
La Saline